# Yucca coahuilensis
Yucca coahuilensis är en sparrisväxtart som beskrevs av Eizi Matuda och I.L.Pina. Yucca coahuilensis ingår i släktet palmliljor, och familjen sparrisväxter. Inga underarter finns listade i Catalogue of Life.

## Bildgalleri

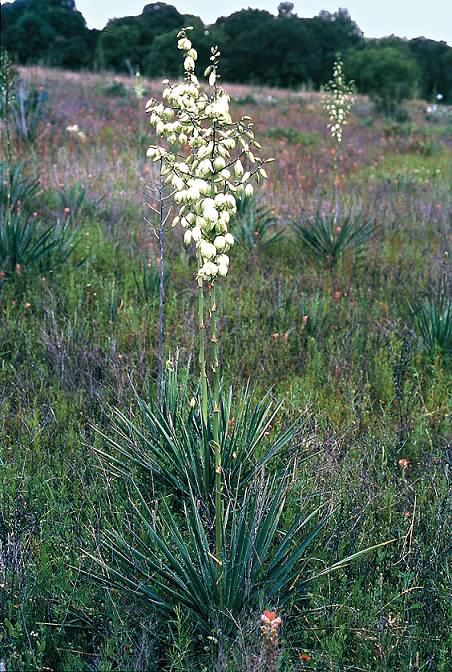
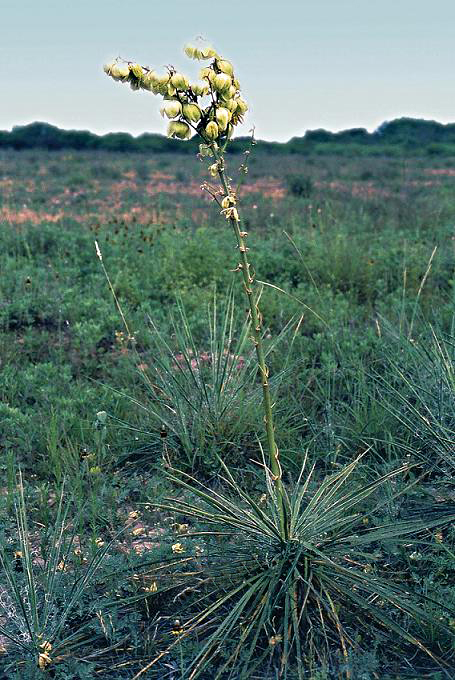
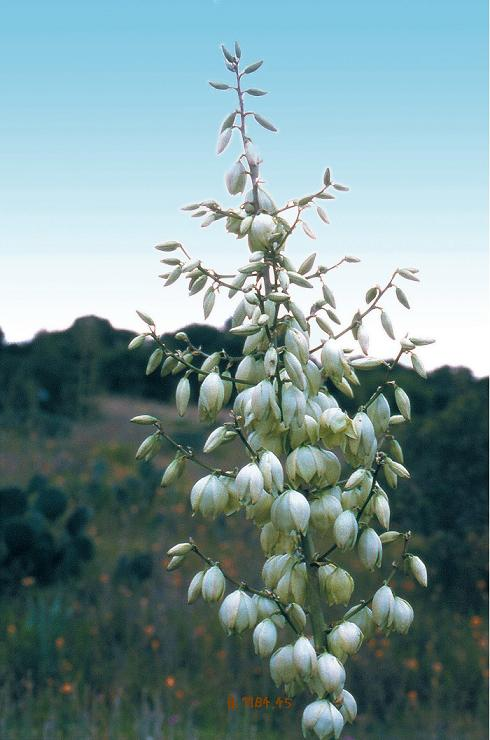